# 遼寧省 (中華民國)
遼寧省，簡稱遼，為中華民國的一省，前身为清朝的奉天省，抗战後東北九省方案将其分为辽宁省、辽北省和安东省。

## 歷史沿革

### 奉系軍閥時期
遼寧省的前身為清代的奉天省。宣統三年（1911年）爆發辛亥革命，張作霖以「率兵勤皇」為由，搶先由洮南入奉天。東三省總督趙爾巽重用張作霖任「奉天國民保安會」軍事部副部長，打擊東北革命黨人。民國五年（1916年）5月，袁世凱死，張作霖就把袁世凱所任命的奉天督軍兼節制吉黑兩省軍務的段芝貴逼出東北，北京政府任命張作霖為奉天督軍兼省長、東三省巡閱使。隨後，他又以武力迫使吉林督軍孟恩遠下台，黑龍江的督軍也由他的親信擔任，控制了奉天、吉林、黑龍江三省軍政大權，成為奉系首領。民國十七年（1928年）6月4日，張作霖在皇姑屯被日軍預埋的炸藥炸死。其子張學良就任東北保安司令，繼續統領東北。12月29日，張學良宣佈「東北易幟」，歸順南京國民政府。

### 南京國府時期
國民政府國務會議決議改奉天省為遼寧省，以省名「奉天」二字含有濃厚的君主專制色彩。在辽东省、沈阳省、安奉省、关东省、辽宁省五个候选名称中，東北軍首領張學良选择辽宁省为新省名，乃取「辽河流域永远安寧」之意。
民國十八年（1929年）1月28日，國民政府正式將奉天省改名遼寧省，原省會奉天市亦随之改名为瀋陽市。同年4月，东北边防军司令长官公署由张学良签发公文，规范“辽宁”二字写法。。惟民間仍習稱「奉天省」。

### 滿洲國時期
民國二十年（1931年）「九一八事變」爆發，日軍在數日內攻陷遼寧省內主要城鎮。民國二十一年（1932年）3月1日，日本扶植的滿洲國成立。本省分劃為安東、奉天、錦州三省。

### 第二次國共內戰時期
民國三十四年（1945年）8月，日軍投降，滿州國滅亡，國民政府積極準備接收東北。8月31日，國民政府明令將東北三省劃為九省，以熊式輝為東北行營主任，駐長春。9月初，任命東北九省省政府主席。但蘇聯在東北遲不撤兵，且處處阻撓國民政府接收，另一方面又掩護林彪之共軍進據東北各要點。國軍開向東北接收時之工作遂致困難重重。11月16日，國軍以武力攻克山海關，繼續沿北寧路向東推進；12月26日進駐錦州；12月初攻克黑山、北鎮；12月27日，市長董文琦與接收人員前往瀋陽。
民國三十五年（1946年）1月至3月，國軍先後佔領營口，進駐瀋陽，為確保此東北最大都市之安全，當局立即展開攻略遼南的軍事行動；3月18日攻克遼中，21日進駐遼陽，22日進駐撫順，24日進抵鐵嶺，29日攻克鞍山，4月1日收復海城及營口，2日續佔大石橋，國軍掃蕩遼南共軍，勢如破竹，僅十餘日遼南即告底定，瀋陽已無後顧之憂。國軍復以瀋陽為中心，再向北、東方向作等距離掃蕩，5月3日進入本溪，本溪湖、撫順等工業區亦相繼收復。原在錦州的東北行營、保安司令部，遼寧省政府相繼入駐瀋陽；東北其他省市首長、中央各部會特派員以及其他機構負責人均各率接收人員先後由北平來到瀋陽，準備隨軍接收。
民國三十六年（1947年）6月，遼東與北滿共軍，先後大舉向吉、長地區進攻，國軍遇戰不利，退守四平街。共軍主力乘勢南進圍攻四平，爆發「四平战役」。國軍抽調遼南之新六軍及錦州、熱東之九十三軍，會合在瀋陽附近之五十三軍，北進解圍，擊破共軍，解四平街之圍，但遼南廣大區域因此為中共控制。民國三十七年（1948年）春季，共軍截斷中長、北寧兩路之交通，並擊破國軍遼南、遼北各據點，瀋陽、長春、吉林先後孤立，全賴空運補給。年底遼西會戰前，大部分地區為中共所控；10月15日，錦州失守；19日，經數個月的長春包圍戰後失守；11月2日解放軍正式進入瀋陽，中華民國在東北的統治結束，中共全面控制中國大陸東北。
民國三十八年（1949年）4月21日，中共東北政務委員會決定重新劃分東北為6省，遼寧省與安東省合併為遼東省。

## 省會
民國二十年九一八事變以前，省政府駐瀋陽縣；抗日戰爭結束後，省政府駐瀋陽市。均為今遼寧省瀋陽市老城區。遼寧省省會同時也是黑龍江、興安、嫩江、合江、松江、安東6省政府實際駐地。

## 管轄範圍

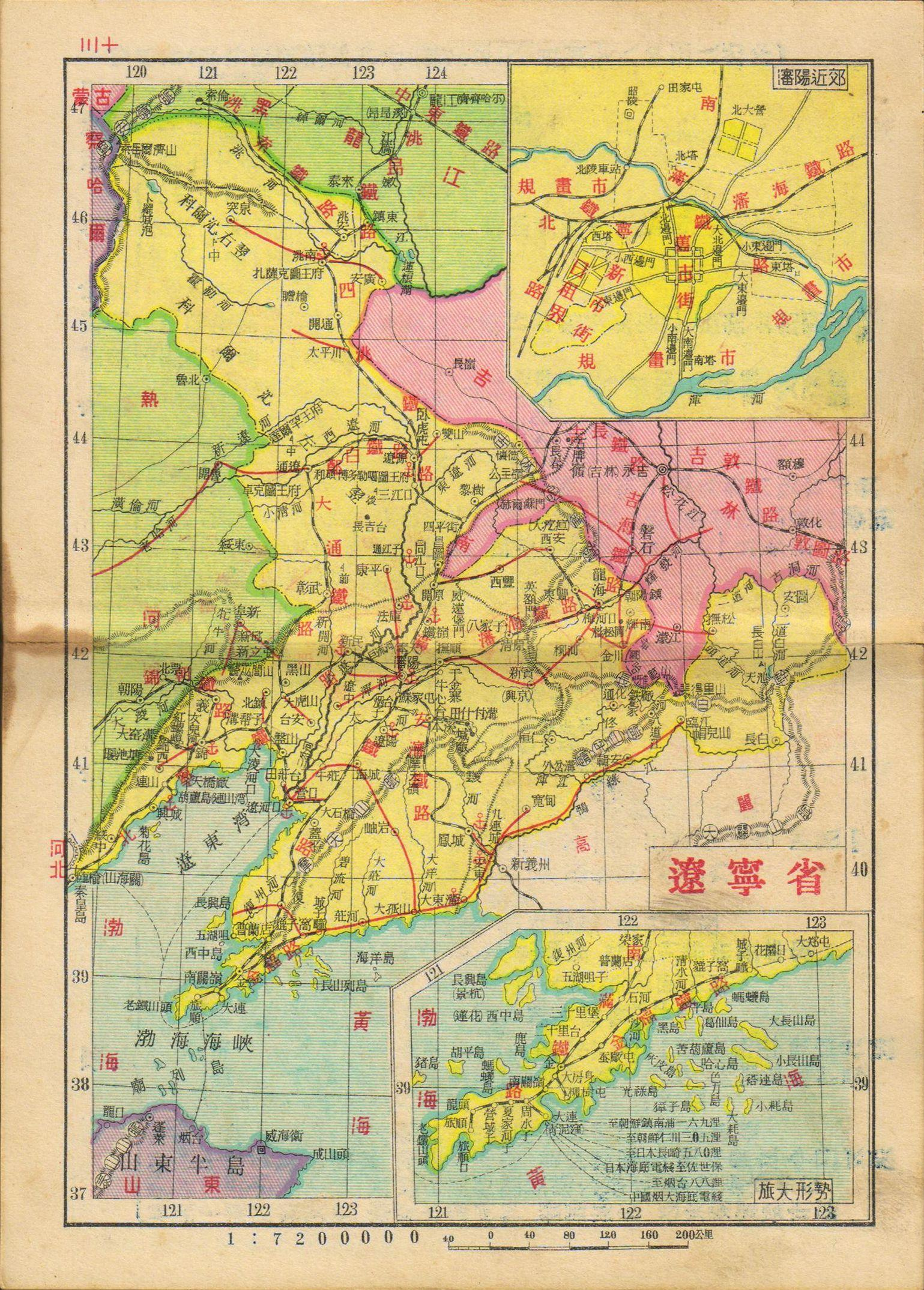
亚新地学社1936年《袖珍中华全图》的辽宁省地图，实际上該地此時被满洲国统治

「九一八事變」之前，遼寧省轄有今遼寧省大部除（朝陽、阜新市外）、吉林省白城、通化、遼源、白山及內蒙古自治區興安盟、通遼市（原哲里木盟）大部。民國十九年，據各縣調查報告匯總，全省面積為288518.3平方公里。民國二十三年，據中央地質調查所測量，全省面積為250813平方公里。
民國三十六年國民政府公布「東北新省區方案」，新遼寧省轄境為前遼寧省的中西部，相當於現今遼寧省的葫蘆島市南票區、義縣以東，彰武縣、開原市以南，新賓、鳳城市以西地區，面積為68303.43平方公里。東接安東省，北鄰遼北省，西界河北省、熱河省，南濱遼東灣、黃海。

## 地理
遼寧省約在北緯三十九度至四十二度之間，為東北九省中最南的一省，省區輪廓像一顆自牙床上脫落的臼齒，兩個牙根面對渤海與黃海，夾峙著遼東灣，南控渤海海峽，地位形勢優越。
遼寧省位於熱河丘陵與長白山地之間，主要分為西部遼西走廊、中部遼河平原及東南部遼東半島三部分：
中部遼河平原為遼河及大、小凌河沖積而成，地勢平坦，高度概在50公尺以下；西部「遼西走廊」和熱河省以松嶺為界，為一條狹長的海岸平原，自古為中國關內外陸上往來的天然孔道。兩地年雨量在七百公釐上下；東南部遼東半島，為先降後升的陸塊，故其海岸曲折，灣澳和島嶼特多，其中長興島面積達200平方公里，為東北最大島。陸上遼東丘陵，以千山為主脈，是長白山地的延長部分。半島丘陵起伏不大，概在400公尺以下，最高峰如摩天嶺有560公尺。年雨量在一千公釐以上。

## 行政區劃

### 道制
清代奉天省的錦新營口道、洮昌道、臨長海道，在民國元年被裁撤，僅保留興鳳道。民國二年1月，北京政府公布三個《劃一令》。次月，裁興鳳道，劃全省為中路道、東路道、西路道、南路道、北路道5道。
因經費問題，中路、西路9月裁撤，並調整各路轄境。民國三年5月，改南路為遼瀋道，東路為東邊道，北路為洮昌道。民國十八年1月，東北易幟後，根據國民政府的地方行政制度，裁撤各道。

### 縣、市、設治局

#### 九一八事變以前
1931年9月日本侵略東北以前，遼寧省轄有59縣。
| 遼寧省 | 遼寧省                                     | 遼寧省       | 遼寧省 |
| 縣市局 | 駐地(2023年4月)                            | 北洋時期     | 沿革 |
| ------ | ------------------------------------------ | ------------ | --- |
| 瀋陽縣 | 奉天（今瀋陽市市區）                       | 遼瀋道(駐地) | 遼寧省省會。清代為奉天府直轄地，民國2年（1913年）2月廢府改縣，名承德縣。因與直隸省承德縣同名，同年5月改名。                                                                                |
| 鐵嶺縣 | 今鐵嶺市城區                               | 遼瀋道       | |
| 開原縣 | 開原城（今開原市東北老城街道）             | 遼瀋道       | |
| 清原縣 | 八家鎮（今清原滿族自治縣駐地清原鎮）       | 遼瀋道       | 民國14年（1925年）9月析開原縣地置清源縣，取「大地清平」之意。因與山西省縣名重名，民國17年（1928）年8月改今名。                                                                             |
| 東豐縣 | 大杜川（今吉林省東豐縣駐地東豐鎮）         | 遼瀋道       | 清代為東平縣，因與山東省縣名重名，民國3年（1914年）1月改名。因“該縣地方舊名東流水，當時與西豐縣同時放荒，故定今名。”                                                                       |
| 西豐縣 | 陶鹿（今西豐縣駐地西豐鎮）                 | 遼瀋道       | |
| 西安縣 | 西安（今吉林省遼源市城區）                 | 遼瀋道       | |
| 營口縣 | 今營口市城區                               | 遼瀋道       | 清代為營口直隸廳，民國2年（1913年）2月改置縣。 |
| 遼陽縣 | 今遼陽市城區                               | 遼瀋道       | 清代為遼陽州，民國2年（1913年）2月改置縣。 |
| 遼中縣 | 今瀋陽市遼中區駐地遼中鎮                   | 遼瀋道       | |
| 臺安縣 | 八角臺（今台安縣駐地八角台街道）           | 遼瀋道       | 民國3年（1914年）1月析鎮安縣桑林子鄉及遼中縣八角臺鄉置，縣名取八角臺與鎮安各一字為名。 |
| 蓋平縣 | 今蓋州市駐地西城街道                       | 遼瀋道       | |
| 海城縣 | 今海城市駐地海城鎮                         | 遼瀋道       | |
| 錦縣   | 今錦州市城區                               | 遼瀋道       | 清代為錦州府直轄地，民國2年（1913年）2月廢府改縣。 |
| 新民縣 | 今新民市駐地新民鎮                         | 遼瀋道       | 清代為新民府直轄地，民國2年（1913年）2月廢府改縣。 |
| 彰武縣 | 橫道子（今彰武縣駐地彰武鎮）               | 遼瀋道       | |
| 黑山縣 | 小黑山（今黑山縣駐地黑山街道）             | 遼瀋道       | 清代為鎮安縣，因與陝西省縣名重名，民國3年（1914年）1月改名。因縣治小黑山得名。 |
| 盤山縣 | 雙臺子（今盤錦市城區）                     | 遼瀋道       | 清代為盤山廳，民國2年（1913年）2月改置縣。 |
| 北鎮縣 | 今北鎮市駐地廣寧街道                       | 遼瀋道       | 清代為廣寧縣，因與廣東省縣名重名，民國3年（1914年）1月改名。因「廣寧縣西十里有醫巫閭山，《周禮職方氏》：北曰幽州，其山鎮曰醫巫閭山。即指此也」。                                           |
| 義縣   | 今義縣駐地義州鎮                           | 遼瀋道       | 清代為義州，民國2年（1913年）2月改置縣。 |
| 興城縣 | 寧遠（今興城市駐地興城鎮）                 | 遼瀋道       | 清代為寧遠州，民國元年（1912年）2月改置縣。因與山西、甘肅、湖南、新疆四省縣名重名，民國3年（1914年）1月改名。以遼代置嚴州興城縣於此，故名。                                                |
| 綏中縣 | 中后所（今綏中縣駐地綏中鎮）               | 遼瀋道       | |
| 錦西縣 | 江家屯（今葫蘆島市城區西北鋼屯鎮）         | 遼瀋道       | 清代為錦西廳，民國2年（1913年）2月改置縣。 |
| 安東縣 | 沙河(今丹東市城區）                        | 東邊道(駐地) | |
| 新賓縣 | 新賓（今新賓滿族自治縣駐地新賓鎮）         | 東邊道       | 清代為興京府直轄地，民國2年（1913年）2月廢府改縣，名興京縣。後以縣名為清代「義取發祥，含有帝制意義」，於民國18年（1929年）6月改名。                                                        |
| 通化縣 | 頭道江（今吉林省通化市城區）               | 東邊道       | |
| 鳳城縣 | 鳳凰城（今鳳城市駐地鳳凰城街道）           | 東邊道       | 清代為鳳凰直隸廳，民國2年（1913年）2月改置縣，名鳳凰縣。因與湖南省縣名重名，民國3年（1914年）1月改名，以縣治鳳凰城得名。                                                                   |
| 寬甸縣 | 今寬甸滿族自治縣駐地寬甸鎮                 | 東邊道       | |
| 桓仁縣 | 今桓仁滿族自治縣駐地桓仁鎮                 | 東邊道       | 清代為懷仁縣，因與山西省縣名重名，民國3年（1914年）1月改名。以縣境為渤海國桓州，故名。 |
| 臨江縣 | 帽兒山（今吉林省臨江市駐地臨江鎮）         | 東邊道       | |
| 輯安縣 | 通溝（今吉林省集安市駐地團結街道）         | 東邊道       | |
| 長白縣 | 塔甸（今吉林省長白朝鮮族自治縣駐地長白鎮） | 東邊道       | 清代為長白府直轄地，民國2年（1913年）2月廢府改縣。 |
| 安圖縣 | 安圖（今吉林省安圖縣東南松江鎮）           | 東邊道       | |
| 撫松縣 | 雙甸子（今吉林省撫松縣駐地撫松鎮）         | 東邊道       | |
| 撫順縣 | 撫順舊城（今撫順市城區鐵路線北）           | 東邊道       | |
| 本溪縣 | 本溪湖（今本溪市城區）                     | 東邊道       | |
| 海龍縣 | 海龍城（今吉林省梅河口市東北海龍鎮）       | 東邊道       | 清代為海龍府直轄地，民國2年（1913年）2月廢府改縣。 |
| 輝南縣 | 謝家埠（今吉林省輝南縣東南輝南鎮）         | 東邊道       | 清代為輝南直隸廳，民國2年（1913年）2月改置縣。 |
| 柳河縣 | 柳樹河子（今吉林省柳河縣駐地柳河鎮）       | 東邊道       | |
| 金縣   | 今大連市北金州區                           | 東邊道       | 清代為金州廳，民國2年（1913年）2月改置縣。清光緒廿四年（1898年）將該地租借給沙俄，廳城主權仍屬中國。日俄戰爭後，被日本佔領。抗戰後被國府收回。                                             |
| 復縣   | 今瓦房店市西北復州城鎮                     | 東邊道       | 清代為復州，民國2年（1913年）2月改置縣。 |
| 岫岩縣 | 今岫岩滿族自治縣駐地岫岩鎮                 | 東邊道       | 清代為岫岩州，民國2年（1913年）2月改置縣。 |
| 莊河縣 | 今莊河市駐地城關街道                       | 東邊道       | 清代為莊河直隸廳，民國2年（1913年）2月改置縣。 |
| 金川縣 | 小金川（今吉林省輝南縣東南金川鎮）         | 東邊道       | 民國15年（1926年）2月析柳河縣置金川設治局，民國18年（1929年）7月縣制實施。 |
| 洮南縣 | 雙流鎮（今吉林省洮南市）                   | 洮昌道       | 清代為洮南府直轄地，民國2年（1913年）2月廢府改縣。 |
| 遼源縣 | 鄭家屯（今吉林省雙遼市駐地鄭家屯街道）     | 洮昌道(駐地) | 清代為遼源州，民國2年（1913年）2月改置縣。 |
| 昌圖縣 | 昌圖老城（今昌圖縣西老城鎮）               | 洮昌道       | 清代為昌圖府，民國2年（1913年）2月2月改置縣。 |
| 康平縣 | 康平屯（今康平縣駐地康平鎮）               | 洮昌道       | |
| 開通縣 | 七井子（今吉林省通榆縣駐地開通鎮）         | 洮昌道       | |
| 洮安縣 | 白城子（今吉林省白城市城區）               | 洮昌道       | 清代為靖安縣，因與江西省縣名重名，民國3年（1914年）1月改名。因地瀕洮爾河，故名。 |
| 梨樹縣 | 梨樹城（今吉林省梨樹縣駐地梨樹鎮）         | 洮昌道       | 清代為奉化縣，因與浙江省縣名重名，民國3年（1914年）1月改名。因縣治梨樹城得名。 |
| 安廣縣 | 解家窩堡（今吉林省大安市西南安廣鎮）       | 洮昌道       | |
| 懷德縣 | 八家鎮（今吉林省公主嶺市北懷德鎮）         | 洮昌道       | |
| 突泉縣 | 醴泉鎮（今內蒙古自治區突泉縣）             | 洮昌道       | 清代為醴泉縣，因與陝西省縣名重名，民國3年（1914年）1月改名。因縣治醴泉鎮有馬突泉，故名。民國4年（1915年）5月廢縣，以縣境北部和洮南縣乾安鎮縣轄地置突泉設治局。民國17年（1928年）縣制實施。 |
| 鎮東縣 | 南叉干撓（今吉林省鎮賚縣駐地鎮賚鎮）       | 洮昌道       | |
| 法庫縣 | 法庫門（今法庫縣駐地法庫鎮）               | 洮昌道       | 清代為法庫直隸廳，民國2年（1913年）2月改置縣。 |
| 雙山縣 | 雙山鎮（今吉林省雙遼市東北雙山鎮）         | 洮昌道       | 民國3年（1914年）8月析昌圖縣雙山鎮置。 |
| 瞻榆縣 | 開化鎮（今吉林省通榆縣西南瞻榆鎮）         | 洮昌道       | 民國4年（1915年）5月以原突泉縣南部置。因縣治有老榆樹，取瞻榆望杏之義，故名。 |
| 通遼縣 | 通遼鎮（今內蒙古自治區通遼市）             | 洮昌道       | 民國4年（1915年）分遼源縣通遼鎮一帶設通遼縣佐，1918年6月改置縣。 |

#### 抗戰結束以後
| 遼寧省           | 遼寧省 | 遼寧省 | 遼寧省                           | 遼寧省 |
| 所屬督察區及盟部 | 代碼   | 縣市局 | 駐地(2023年4月)                  | 沿革 |
| ---------------- | ------ | ------ | -------------------------------- | --- |
| 省直轄地區       | 26001  | 瀋陽縣 | 今瀋陽市城區                     | 滿洲國時期廢縣，併入奉天市及撫順市。抗戰結束未變，民國36年（1947年）6月核准後恢復原縣建制。                                    |
| 省直轄地區       | 26002  | 錦州市 | 今錦州市城區                     | 滿洲國時期析錦縣城區置，屬奉天省。抗戰結束後保留，民國36年（1947年）6月核准設置。                                              |
| 省直轄地區       | 26003  | 營口市 | 今營口市城區                     | 本營口縣，滿洲國時期廢縣，併入蓋平、海城、盤山3縣，原營口縣城區置市，屬奉天省。抗戰結束後保留，民國36年（1947年）6月核准設置。 |
| 省直轄地區       | 26004  | 鞍山市 | 今鞍山市城區                     | 滿洲國時期析遼陽縣城區置，屬奉天省。抗戰結束後保留，民國36年（1947年）6月核准設置。                                            |
| 省直轄地區       | 26005  | 旅順市 | 旅順口（今大連市旅順口區）       | 滿洲國時期屬日本關東州轄地。民國36年（1947年）6月核准設置。                                                                    |
| 省直轄地區       | 26006  | 錦縣   | 今錦州市凌海市                   | 滿洲國時期屬錦州省。 |
| 省直轄地區       | 26007  | 金縣   | 今大連市北金州區                 | 滿洲國時期屬日本關東州管轄。抗戰結束後由國民政府收回。                                                                         |
| 省直轄地區       | 26008  | 復縣   | 今瓦房店市西北復州城鎮           | 滿洲國時期屬奉天省。 |
| 省直轄地區       | 26009  | 蓋平縣 | 今蓋州市駐地鼓楼街道             | 滿洲國時期屬奉天省。 |
| 省直轄地區       | 26010  | 海城縣 | 今海城市駐地海州街道             | 滿洲國時期屬奉天省。 |
| 省直轄地區       | 26011  | 遼陽縣 | 今遼陽市城區                     | 滿洲國時期分別屬遼陽市及遼陽縣，屬奉天省。抗戰結束後二者保留，民國36年（1947年）6月核准廢市留縣。                              |
| 省直轄地區       | 26012  | 本溪縣 | 本溪湖（今本溪市城區）           | 滿洲國時期分別屬本溪湖市及本溪縣，屬奉天省。抗戰結束後二者保留，民國36年（1947年）6月核准廢市留縣。                            |
| 省直轄地區       | 26013  | 撫順縣 | 撫順舊城（今撫順市城區鐵路線北） | 滿洲國時期分別屬撫順市及撫順縣，屬奉天省。抗戰結束後二者保留，民國36年（1947年）6月核准廢市留縣。                              |
| 省直轄地區       | 26014  | 新民縣 | 今新民市駐地新民鎮               | 滿洲國時期屬奉天省。 |
| 省直轄地區       | 26015  | 遼中縣 | 今瀋陽市遼中區駐地蒲西街道       | 滿洲國時期屬奉天省。 |
| 省直轄地區       | 26016  | 台安縣 | 八角臺（今台安縣駐地八角台街道） | 滿洲國時期屬錦州省。 |
| 省直轄地區       | 26017  | 黑山縣 | 小黑山（今黑山縣駐地黑山鎮）     | 滿洲國時期屬錦州省。 |
| 省直轄地區       | 26018  | 北鎮縣 | 北鎮街（今北鎮市駐地廣寧街道）   | 滿洲國時期屬錦州省。 |
| 省直轄地區       | 26019  | 盤山縣 | 雙臺子（今盤錦市双台子区）       | 滿洲國時期屬錦州省。 |
| 省直轄地區       | 26020  | 義縣   | 今義縣駐地義州鎮                 | 滿洲國時期屬錦州省。 |
| 省直轄地區       | 26021  | 錦西縣 | 连山（今葫蘆島市连山区）         | 滿洲國時期屬錦州省。 |
| 省直轄地區       | 26022  | 興城縣 | 寧遠（今興城市駐地古城街道       | 滿洲國時期屬錦州省。 |
| 省直轄地區       | 26023  | 綏中縣 | 中后所（今綏中縣駐地綏中鎮）     | 滿洲國時期屬錦州省。 |
| 省直轄地區       | 26024  | 莊河縣 | 今莊河市駐地城關街道             | 滿洲國時期屬安東省。 |
| 省直轄地區       | 26025  | 岫巖縣 | 今岫岩滿族自治縣駐地岫岩鎮       | 滿洲國時期屬安東省。 |
| 省直轄地區       | 26026  | 鐵嶺縣 | 今鐵嶺市城區                     | 滿洲國時期分別屬鐵嶺市及鐵嶺縣，屬奉天省。抗戰結束後二者保留，民國36年（1947年）6月核准廢市留縣。                              |

## 行政區劃年表
| 遼寧省行政區劃年表                                                        |          |    |    |    |             | |
| 說明：「?」表示不能確定其發生年份或月份，故放於最有可能的一年內，詳見注釋 |          |    |    |    |             | |
| 西元                                                                      | 民國紀元 | 縣 | 市 | 局 | 其他        | 行政區劃變更 |
| 1912年                                                                    | 民國1年  | 31 |    |    | 8府 6州 8廳 | |
| 1913年                                                                    | 民國2年  | 53 |    |    |             | - 改營口直隸廳為營口縣（2月） - 改遼陽州為遼陽縣（2月） - 廢錦州府為錦縣（2月） - 廢新民府為新民縣（2月） - 改盤山廳為盤山縣（2月） - 改義州為義縣（2月） - 改寧遠州為寧遠縣（2月） - 改錦西廳為錦西縣（2月） - 廢興京府為興京縣（2月） - 改鳳凰直隸廳為鳳凰縣（2月） - 廢長白府為長白縣（2月） - 廢海龍府為海龍縣（2月） - 改輝南直隸廳為輝南縣（2月） - 改金州廳為金縣（2月） - 改復州為復縣（2月） - 改岫岩州為岫岩縣（2月） - 改莊河直隸廳為莊河縣（2月） - 廢洮南府為洮南縣（2月） - 改遼源州為遼源縣（2月） - 廢昌圖府為昌圖縣（2月） - 廢奉天府改承德縣（2月） - 改法庫直隸廳為法庫縣（2月） - 承德縣改名瀋陽縣（5月） |
| 1914年                                                                    | 民國3年  | 55 |    |    |             | - 東平縣改名東豐縣（1月） - 析鎮安、遼中二縣置台安縣（1月） - 鎮安縣改名黑山縣（1月） - 廣寧縣改名北鎮縣（1月） - 寧遠縣改名興城縣（1月） - 鳳凰縣改名鳳城縣（1月） - 懷仁縣改名桓仁縣（1月） - 靖安縣改名洮安縣（1月） - 奉化縣改名梨樹縣（1月） - 醴泉縣改名突泉縣（1月） - 析昌圖縣置雙山縣（8月） |
| 1915年                                                                    | 民國4年  | 55 |    | 1  | 1縣佐       | - 廢突泉縣置突泉設治局（5月） - 析突泉設治局置瞻榆縣（5月） - 析遼源縣置通遼縣佐（?月） |
| 1916年                                                                    | 民國5年  | 55 |    | 1  | 1縣佐       | |
| 1917年                                                                    | 民國6年  | 55 |    | 1  | 1縣佐       | |
| 1918年                                                                    | 民國7年  | 56 |    | 1  |             | - 改通遼縣佐置通遼縣（6月） |
| 1919年                                                                    | 民國8年  | 56 |    | 1  |             | |
| 1920年                                                                    | 民國9年  | 56 |    | 1  |             | |
| 1921年                                                                    | 民國10年 | 56 |    | 1  |             | |
| 1922年                                                                    | 民國11年 | 56 |    | 1  |             | |
| 1923年                                                                    | 民國12年 | 56 |    | 1  |             | |
| 1924年                                                                    | 民國13年 | 56 |    | 1  |             | |
| 1925年                                                                    | 民國14年 | 57 |    | 1  |             | - 析開原縣置清原縣（9月） |
| 1926年                                                                    | 民國15年 | 57 |    | 2  |             | - 析柳河置金川設治局（2月） |
| 1927年                                                                    | 民國16年 | 57 |    | 2  |             | |
| 1928年                                                                    | 民國17年 | 58 |    | 1  |             | - 改突泉設治局為突泉縣（?月） |
| 1929年                                                                    | 民國18年 | 59 |    |    |             | - 興京縣改名新賓縣（6月） - 改金川設治局為金川縣（7月） |
| 1930年                                                                    | 民國19年 | 59 |    |    |             | |
| 1931年                                                                    | 民國20年 | 59 |    |    |             | |
| 1932年                                                                    | 民國21年 | 59 |    |    |             | |
| 1933年                                                                    | 民國22年 | 59 |    |    |             | |
| 1934年                                                                    | 民國23年 | 59 |    |    |             | |
| 1935年                                                                    | 民國24年 | 59 |    |    |             | |
| 1936年                                                                    | 民國25年 | 59 |    |    |             | |
| 1937年                                                                    | 民國26年 | 59 |    |    |             | |
| 1938年                                                                    | 民國27年 | 59 |    |    |             | |
| 1939年                                                                    | 民國28年 | 59 |    |    |             | |
| 1940年                                                                    | 民國29年 | 59 |    |    |             | |
| 1941年                                                                    | 民國30年 | 59 |    |    |             | |
| 1942年                                                                    | 民國31年 | 59 |    |    |             | |
| 1943年                                                                    | 民國32年 | 59 |    |    |             | |
| 1944年                                                                    | 民國33年 | 59 |    |    |             | |
| 1945年                                                                    | 民國34年 | 59 |    |    |             | |
| 1946年                                                                    | 民國35年 | 59 |    |    |             | |
| 1947年                                                                    | 民國36年 | 22 | 4  |    |             | - 析錦縣置錦州市（6月） - 改營口縣為營口市（6月） - 析遼陽縣置鞍山市（6月） - 改旅順口為旅順市（6月） - 開原縣移屬遼北省（6月） - 清原縣移屬安東省（6月） - 東豐縣移屬安東省（6月） - 西豐縣移屬遼北省（6月） - 西安縣移屬遼北省（6月） - 彰武縣移屬遼北省（6月） - 安東縣移屬安東省（6月） - 新賓縣移屬安東省（6月） - 通化縣移屬安東省（6月） - 鳳城縣移屬安東省（6月） - 寬甸縣移屬安東省（6月） - 桓仁縣移屬安東省（6月） - 臨江縣移屬安東省（6月） - 輯安縣移屬安東省（6月） - 長白縣移屬安東省（6月） - 安圖縣移屬松江省（6月） - 撫松縣移屬安東省（6月） - 海龍縣移屬安東省（6月） - 輝南縣移屬安東省（6月） - 柳河縣移屬安東省（6月） - 金川縣移屬安東省（6月） - 洮南縣移屬遼北省（6月） - 遼源縣移屬遼北省（6月） - 昌圖縣移屬遼北省（6月） - 康平縣移屬遼北省（6月） - 開通縣移屬遼北省（6月） - 洮安縣移屬遼北省（6月） - 梨樹縣移屬遼北省（6月） - 安廣縣移屬遼北省（6月） - 懷德縣移屬吉林省（6月） - 突泉縣移屬遼北省（6月） - 鎮東縣移屬遼北省（6月） - 法庫縣移屬遼北省（6月） - 雙山縣移屬遼北省（6月） - 瞻榆縣移屬遼北省（6月） - 通遼縣移屬遼北省（6月） |
| 1948年                                                                    | 民國37年 | 22 | 4  |    |             | |
| 1949年                                                                    | 民國38年 | 22 | 4  |    |             | |

## 政府
奉天民政長、巡按使
1. 趙爾巽（1912年3月－11月）
2. 張錫鑾（1912年－1913年）
3. 許世英（1913年－1914年）
4. 張錫鑾（1914年1月－9月）
5. 張元奇（1914年－1915年）
6. 段芝貴（1915年－1916年）

奉天省省長
1. 張作霖（1916年－1920年）
2. 王永江（1920年－1926年）
3. 莫德惠（1926年－1927年）
4. 劉尚清（1927年－1928年）
5. 翟文選（1928年12月）

奉天省政府主席
1. 翟文選（1928年12月31日－1929年1月28日）

遼寧省政府主席
1. 翟文選（1929年1月28日－1930年1月13日）
2. 臧式毅（1930年1月13日－1931年9月19日）
3. 米春霖（1931年9月23日－1932年8月15日，代理）
4. 唐聚五（1932年8月15日－1939年5月18日，代理）
5. 萬福麟（1940年5月3日－1945年9月4日）
6. 徐　箴（1945年9月4日－1948年2月18日）
7. 王鐵漢（1948年2月18日－1948年11月2日）